# Monasterio de Santa María de Mezonzo

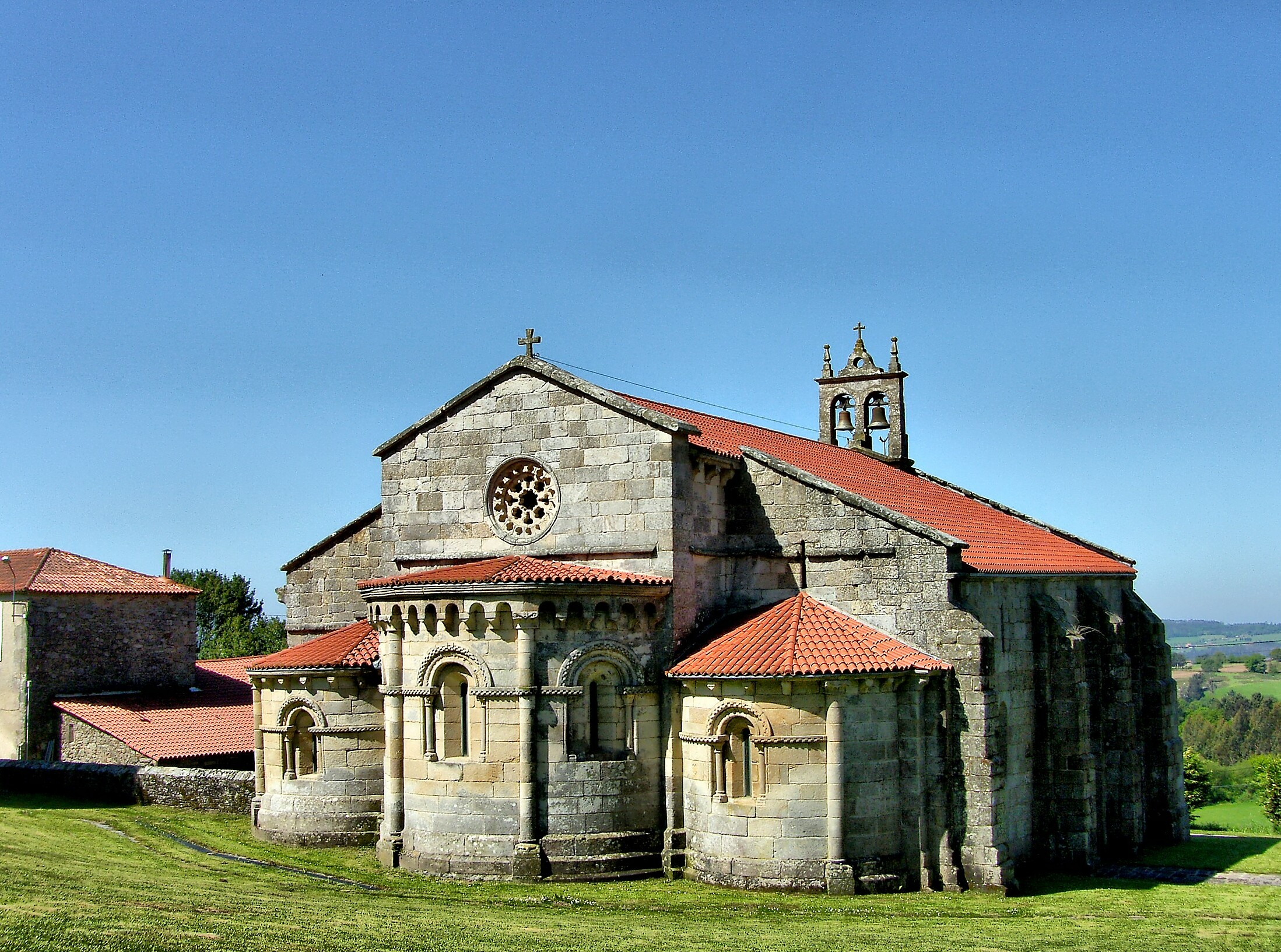
Iglesia de Santa María de Mezonzo.

El Monasterio de Santa María de Mezonzo es una edificación religiosa española de la que prácticamente solo queda la iglesia de estilo románico de la parroquia de Santa María de Mezonzo, en el ayuntamiento de Vilasantar.

## Historia
Aunque probablemente se remonta la época del Reino suevo, el monasterio que hoy conocemos fue fundado como convento dúplice por el abad Reterico. Según Antonio López Ferreiro el monasterio fue donado al rey astur-galaico Alfonso III el Magno en el año 870. Eduardo de Hinojosa, sin embargo, data el documento en que el Reterico realiza la donación el 17 de septiembre de 930 cuando reinaba en León (926) y en Galicia (desde 929) el rey Alfonso IV el Monje. Justo Pérez de Urbel, después de comparar los nombres de los confirmantes de varios documentos relacionados con el monasterio, opina que la fecha correcta es la aportada por Hinojosa, o sea, el año 930.
Se sabe que contaba con una importante biblioteca. De él fue abad el insigne Pedro de Mezonzo que llegaría a ser obispo de Iria-Santiago en la época de las razzias de Almanzor y a quien se le atribuye la oración de la Salve Regina. Con el impulso dado por Bernardo de Claraval a la reforma cisterciense, acogió a dicha orden monacal. Fue reedificado en el siglo XII en pleno esplendor del románico galaico. Finalmente fue priorato del monasterio benedictino de San Martín Pinario.

## Arquitectura

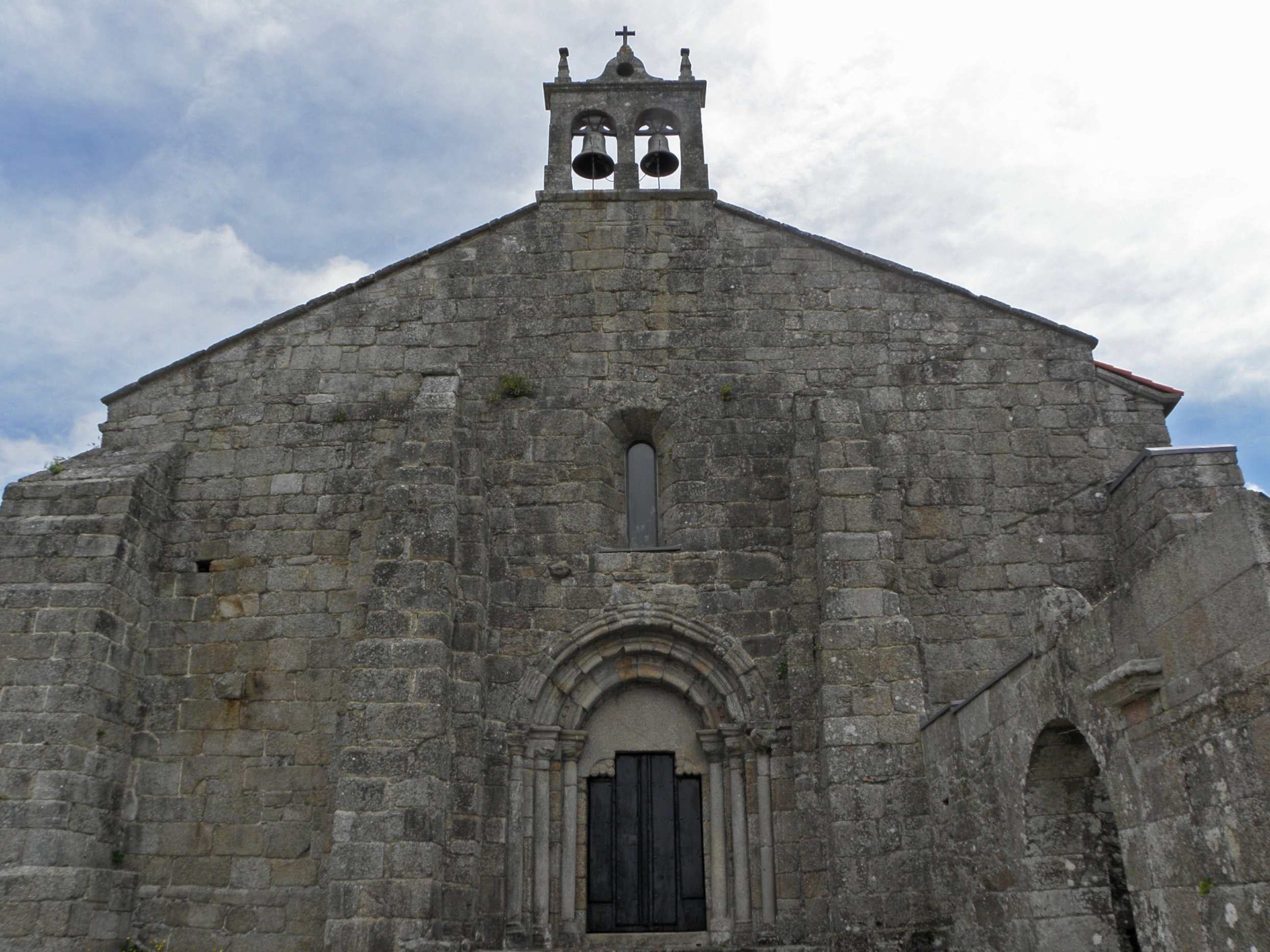
Fachada de la iglesia de Santa María de Mezonzo.

Cuenta con planta basilical de tres tramos cada una y un triple ábside. Los arcos formeros y fajones son apuntados y los capiteles son historiados o con decoración vegetal o geométrica. Conserva unas interesantes columnas de mármol probablemente de época sueva. Los ábsides se cubren con bóvedas de cascarón y sobre el central se abre un rosetón lobulado. Un friso corrido une las ventanas.
La fachada norte tiene una portada románica con doble arquivolta y un tímpano en la actualidad liso apoyado en ménsulas, la columna de la izquierda es de mármol y probablemente pertenecía a la iglesia primitiva. En la fachada oeste destacan los contrafuertes que enmarcan la portada con triple arquivolta y una ventana abucinada con el arco semicircular. Alguno de los fustes de las columnas de la portada pudo pertenecer a la iglesia prerrománica.
Existe una espadaña exenta situada probablemente sobre una estructura del antiguo monasterio. En la fachada sur existe otra portada románica de doble arquivolta también entre contrafuertes. La arquivolta interior se desarrolla en arquitos y el tímpano es trilobulado.